# Nerocila excisa
Nerocila excisa là một loài chân đều trong họ Cymothoidae. Loài này được Richardson miêu tả khoa học năm 1914.